# Швець Оксана Олександрівна
Оксана Швець (10 лютого 1955 — 17 березня 2022, м. Київ, Україна) — українська акторка, заслужена артистка України (1996).

## Життєпис
Оксана Швець народилася 10 лютого 1955 року.
Закінчила театральну студію при театрі імені Івана Франка (1975), театрознавчий факультет Київського державного інституту театрального мистецтва ім. І. К. Карпенка-Карого (1986). Працювала у Тернопільському музично-драматичному театрі, Київському театрі сатири та Молодому театрі (1980—2022).
У творчому доробку поета Сергія Губерначука є вірші-присвята своїй партнерці по сцені Оксані Швець.
Загинула о 4:48 ранку 17 березня 2022 року під час ракетного обстрілу російськими військами житлового будинку в місті Києві на 21-й день широкомасштабного російського вторгнення в Україну.

## Ролі у театрі
Київський національний академічний Молодий театр
- 1980 — «…З весною я до тебе повернусь!» Олексія Казанцева; реж. Олександр Заболотний — Люсі
- 1980 — «За двома зайцями[ru]» Михайла Старицького; реж. Віктор Шулаков — Франтиха, Мільйонерка, Настя, Меронія, Наталка, Химка
- 1980 — «Людина з хвостом» Григорія Остера; реж. Віталій Семенцов — Маша
- 1981 — «Дума про любов» Ярослава Стельмаха; реж. Олександр Заболотний — Дівчинка
- 1981 — «Перший гріх» Олексія Коломійця; реж. Григорій Кононенко — Клара
- 1981 — «Сірано де Бержерак» за однойменною п'єсою Едмона Ростана; реж. Віктор Шулаков — Городянка / Заздрість
- 1982 — «Слово о полку Ігоревім» Ярослава Стельмаха, Віктора Шулакова; реж. Віктор Шулаков — Плакальниця
- 1982 — «Маленька футбольна команда» Юрія Щербака; реж. Віктор Шулаков — Медсестра
- 1983 — «Три сестри» за однойменною п'єсою Антона Чехова; реж. Олександр Утеганов — Наташа

- 1985 — «Золоте курча» дитячий мюзикл для дорослих за п'єсою[ru] Володимира Орлова; реж. Віктор Шулаков — Метелик
- 1986 — «Баня» Володимира Маяковського; реж. Віктор Шулаков — Ельф, Піонерка
- 1987 — «Марат-Сад» Петера Вайса; реж. Віктор Шулаков — Блаженна, Шарлотта
- 1989 — «Пригвождені» Володимира Винниченко; реж. Володимир Оглоблін — Оля
- 1991 — «Король та морква» Владислава Кшемінського; реж. Ян Козлов — Королівна
- 1992 — «Вій» Тамари Тамільченко за повістю «Вій» Миколи Гоголя; реж. Віктор Шулаков — Літавиця
- 1993 — «Ерлін» Наталі Дубіни за п'єсою «Віяло леді Віндермір» Оскара Уайльда; реж. Віктор Шулаков — Агата
- 1996 — «Новорічний детектив» («Пригоди у казковому лісі») Віктора Мютнікова у перекладі Сергія Губерначука; реж. Олександр Свєтляков — Снігуронька
- 1999 — «РЕхуВІлійЗОР» Станіслава Мойсеєва за мотивами п'єси Ревізор Миколи Гоголя та «Хулій Хурина» Миколи Куліша; реж. Станіслав Мойсеєв — Маїса
- 2000 — «Русалонька» Людмили Разумовської за однойменною казкою Ганса Крістіана Андерсена; реж. Євген Курман — Королева
- 2000 — «Кайдаші» Наталі Дубіни за повістю «Кайдашева сім'я» Івана Нечуя-Левицького; реж. Микола Яремків — Мотря
- 2003 — «Скандал у театральній родині» за п'єсою «Публіці дивитися заборонено» Жана Марсана; реж. Євген Курман — Жізель
- 2010 — «Талан» Михайла Старицького; реж. Микола Яремків — Кулішевич
- 2013 — «Гоголь-моголь з двох яєць» Миколи Ердмана; реж. Олександра Меркулова — Клеопатра Максимівна
- 2015 — «Зачарований» за п'єсою «Безталанна» Івана Карпенко-Карого; реж. Андрій Білоус — Ганна
- ГОГЕН, ПЕЙЗАЖ, ЮВАН, АЛЕВТИНА…, Семен Злотніков, реж. О. Булига — Калінкіна
- РЕПОРТАЖ, за мотивами творів: Юлія Фучіка, Володимира Коротича, Вільяма Шекспіра; реж. Віктор Шулаков — Конні
- ДИКТАТУРА СОВІСТІ, Михайло Шатров; реж. Лесь Танюк — Блондинка
- РЕВОЛЮЦІЙНИЙ ЕТЮД, Михайло Шатров; реж. Лесь Танюк — Сапожнікова
- ХОТТАБИЧ, Лазар Лагін; реж. Віктор Шулаков — Юлька
- БУРАТІНО, Олексій Толстой, реж. В. Чхаїдзе — Мальвіна
- ШЕЛЬМЕНКО-ДЕНЩИК, Григорій Квітка-Основ'яненко; реж. Віктор Шулаков — Евжені
- ОТАК ЗАГИНУВ ГУСКА, Микола Куліш, реж. Є. Морозов — Христонька
- ОРКЕСТР, Жан Ануй; реж. Олексій Кужельний — Ермеліна
- БРИГАДИР, Денис Фонвізін, реж. М. Карасьов — Радниця
- ШЕЛЬМЕНКО-ДЕНЩИК, Григорій Квітка-Основ'яненко, реж. В. Гур'єв — Евжені
- ПРОКЛЯТТЯ МІСЯЧНОГО ОЗЕРА, Теннессі Вільямс; реж. Микола Яремків — Доллі Хемма
- ПОСТУПИСЯ МІСЦЕМ! — Мемі

## Фільмографія
- «Завтра буде завтра»
- Таємниця «Святого Патрика»
- «Будинок з лілеями»
- «Повернення Мухтара»